# アウトバーン 9
アウトバーン 9（ドイツ語: Bundesautobahn 9, BAB 9 または A 9）はドイツの高速道路、アウトバーンの一路線である。

## 概要
北のブランデンブルク州ポツダム付近から南のバイエルン州ミュンヘンまで530 kmの路線を持つ主要道路である。ポツダムJCTでA10（ベルリン環状道路）から分岐して始まる。ミュンヘンまでブランデンブルク州とバイエルン州の他に、ザクセン＝アンハルト州、ザクセン州およびテューリンゲン州を縦断する。ゲーラ付近でA4と、ニュルンベルク付近でA3およびA6と交差する。ニュルンベルク（同州第2の都市）からミュンヘン（同州の州都および最大都市）までバイエルン州の主要な南北線の役割も果たす。インゴルシュタット付近でドナウ川を横断する。ミュンヘンでA99（ミュンヘン環状アウトバーン）と交差し、市街地まで至り、シュヴァービング地区で終点を置く。ドイツの首都ベルリンとドイツ南部の最大都市ミュンヘンを接続する路線として主要な南北線の一つである。

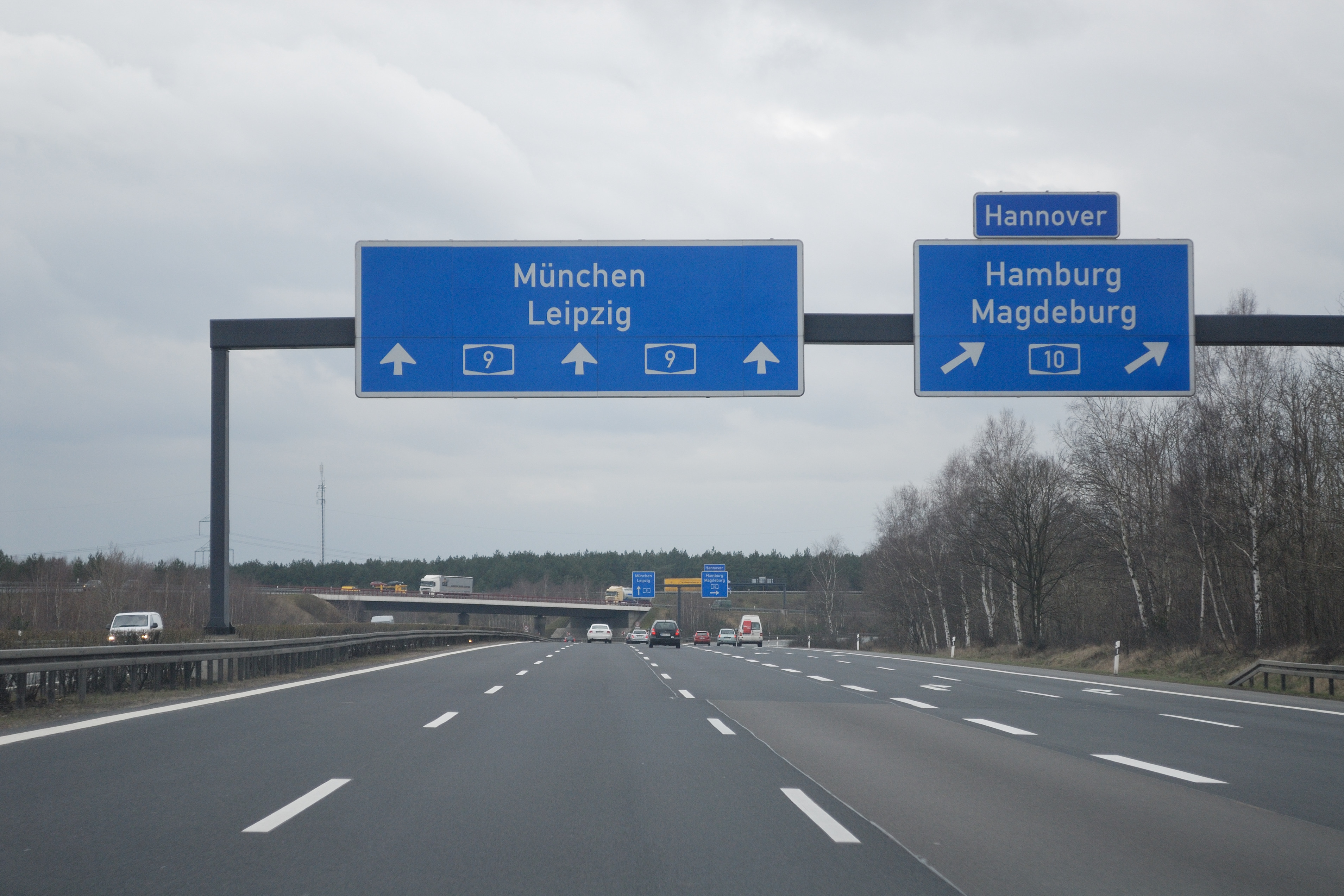
ポツダムJCT（起点）
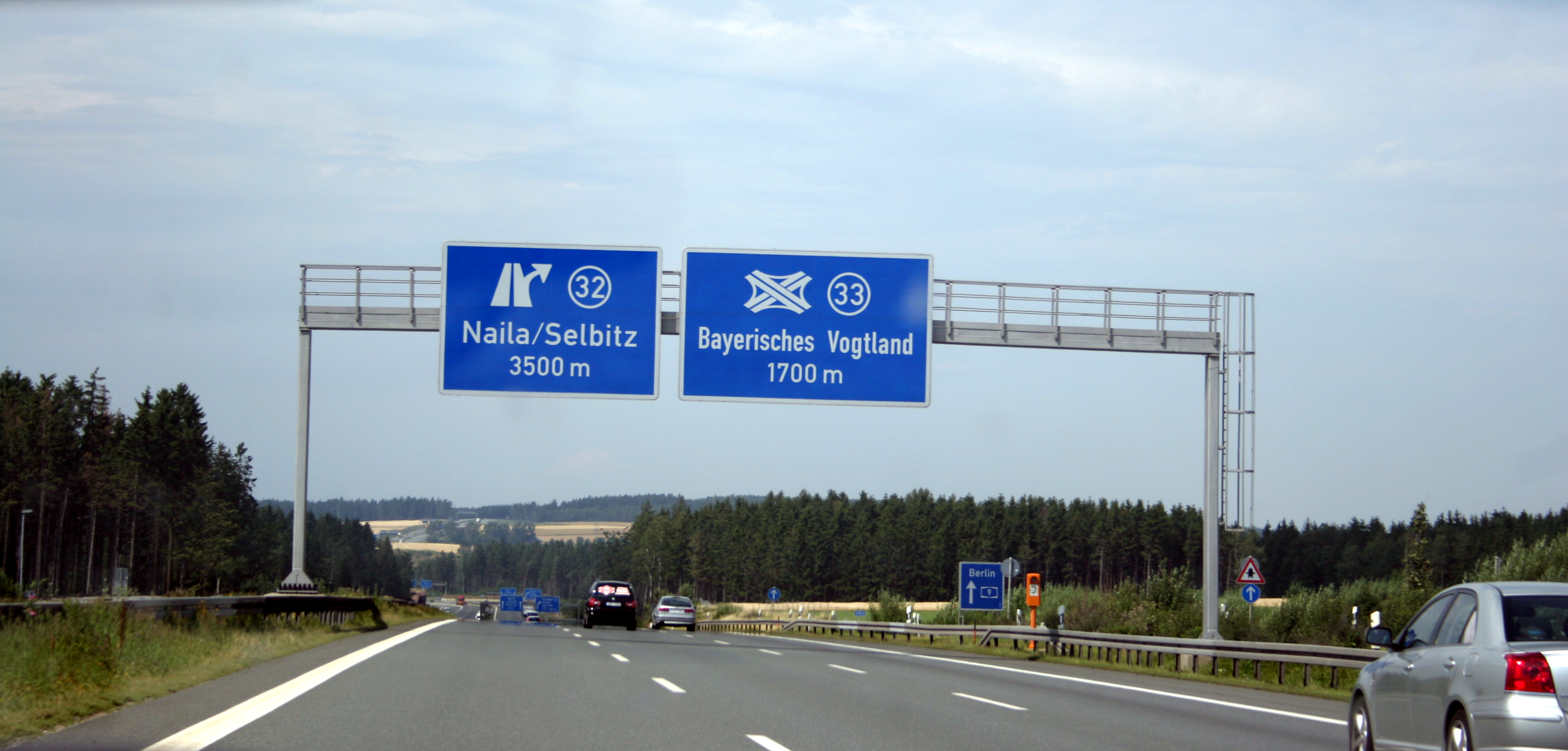
ホーフ付近、北行き
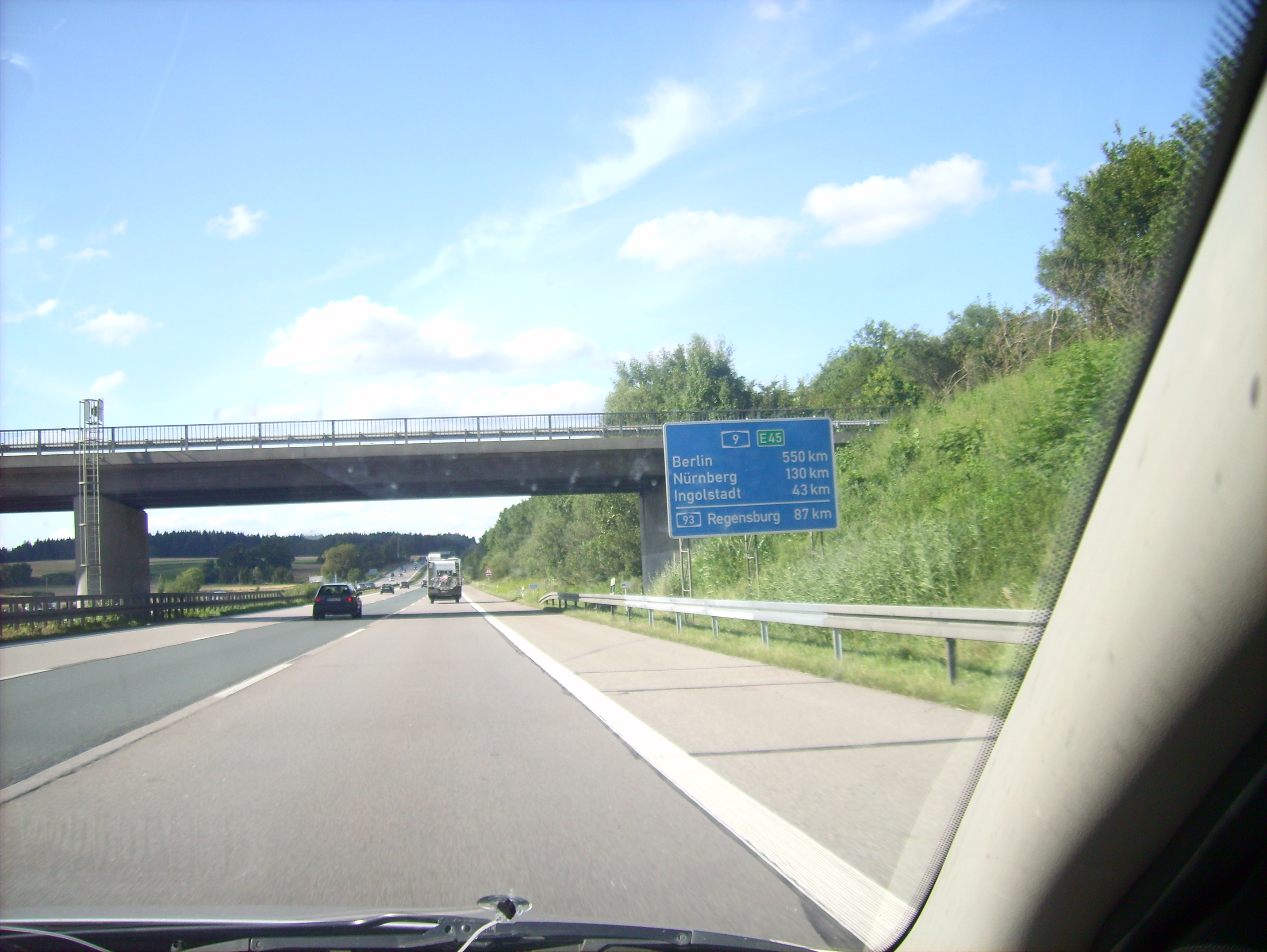
ミュンヘンとニュルンベルクの間、北行き
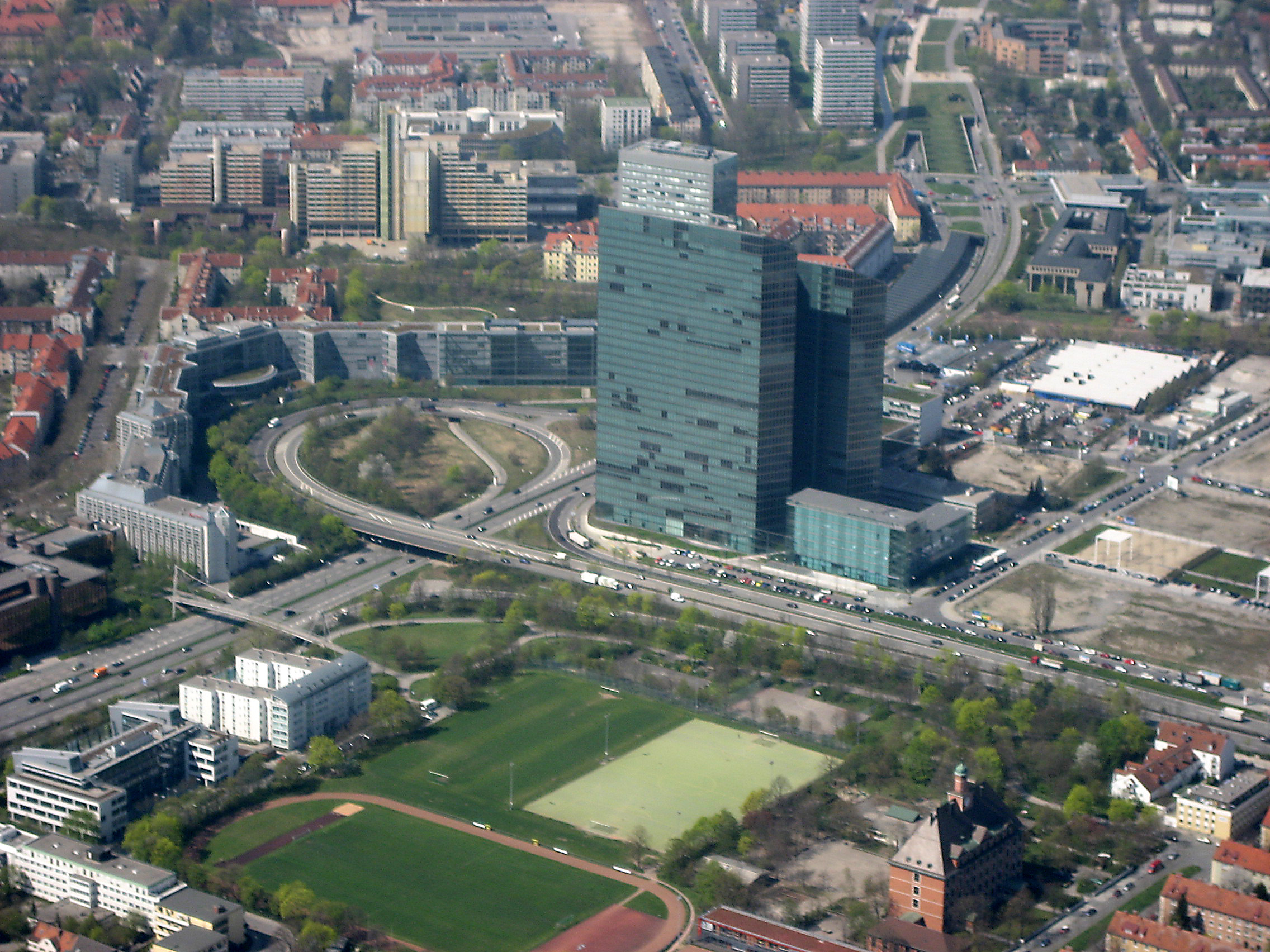
ミュンヘン市内での終点

## 行程
- 計画段階の新規インターチェンジおよびジャンクションは含まれていない。
- 接続路線名の特記がないものは州道または郡道。

| アウトバーン 9の行程一覧表 | アウトバーン 9の行程一覧表                   | アウトバーン 9の行程一覧表                                         | アウトバーン 9の行程一覧表                  | アウトバーン 9の行程一覧表 |
| IC 番号                    | 施設名                                       | 施設名                                                             | 接続路線名                                  | 州                         |
| -------------------------- | -------------------------------------------- | ------------------------------------------------------------------ | ------------------------------------------- | -------------------------- |
| 1                          | ジャンクション                               | ポツダム分岐点 Dreieck Potsdam                                     | アウトバーン 10                             | ブランデンブルク州         |
| 2                          | インターチェンジ                             | ベーリッツ＝ハイルシュテッテン Beelitz-Heilstätten                 | --                                          | ブランデンブルク州         |
| 3                          | インターチェンジ                             | ベーリッツ Beelitz                                                 | 連邦道路246号線                             | ブランデンブルク州         |
| 4                          | インターチェンジ                             | ブリュック Brück                                                   | --                                          | ブランデンブルク州         |
| 5                          | インターチェンジ                             | ニーメック Niemegk                                                 | 連邦道路102号線                             | ブランデンブルク州         |
| 6                          | インターチェンジ                             | クライン・マルツェーンス Klein Marzehns                            | --                                          | ブランデンブルク州         |
| 7                          | インターチェンジ                             | ケーゼリッツ Köselitz                                              | 連邦道路107号線                             | ザクセン＝ アンハルト州    |
| 8                          | インターチェンジ                             | コースヴィヒ Coswig                                                | 連邦道路187号線                             | ザクセン＝ アンハルト州    |
| 9                          | インターチェンジ                             | フォッケローデ Vockerode                                           | --                                          | ザクセン＝ アンハルト州    |
| 10                         | インターチェンジ                             | デッサウ＝東 Dessau-Ost                                            | 連邦道路107号線 連邦道路185号線             | ザクセン＝ アンハルト州    |
| 11                         | インターチェンジ                             | デッサウ＝南 Dessau-Süd                                            | 連邦道路184号線                             | ザクセン＝ アンハルト州    |
| 12                         | インターチェンジ                             | ビターフェルト/ヴォルフェン Bitterfeld / Wolfen                    | 連邦道路183号線                             | ザクセン＝ アンハルト州    |
| 13                         | アウトバーン規格の連邦道路とのジャンクション | ハレ（ザーレ）交差点 Kreuz Halle (Saale)                           | 連邦道路100号線                             | ザクセン＝ アンハルト州    |
| 14                         | インターチェンジ                             | ヴィーデマー Wiedemar                                              | --                                          | ザクセン州                 |
| 15                         | ジャンクション                               | シュコイディッツ交差点 Schkeuditzer Kreuz                          | アウトバーン 14                             | ザクセン州                 |
| 16                         | インターチェンジ                             | グロースクーゲル Großkugel                                         | 連邦道路6号線                               | ザクセン州                 |
| 17                         | アウトバーン規格の連邦道路とのジャンクション | ライプツィヒ＝西 Leipzig-West                                      | 連邦道路181号線                             | ザクセン＝ アンハルト州    |
| 18                         | インターチェンジ                             | バート・デュレンベルク Bad Dürrenberg                              | --                                          | ザクセン＝ アンハルト州    |
| 19                         | ジャンクション                               | リッパッハタール交差点 Kreuz Rippachtal                            | アウトバーン 38                             | ザクセン＝ アンハルト州    |
| 20                         | アウトバーン規格の連邦道路とのジャンクション | ヴァイセンフェルス Weißenfels                                      | 連邦道路87号線 連邦道路91号線               | ザクセン＝ アンハルト州    |
| 21a                        | インターチェンジ                             | ナウンブルク（ザーレ） Naumburg (Saale)                            | 連邦道路180号線                             | ザクセン＝ アンハルト州    |
| 21b                        | インターチェンジ                             | ドロイシヒ Droyßig                                                 | --                                          | ザクセン＝ アンハルト州    |
| 22                         | インターチェンジ                             | アイゼンベルク（テューリンゲン） Eisenburg (Thüringen)             | 連邦道路7号線                               | テューリンゲン州           |
| 23                         | インターチェンジ                             | バート・クロースターラウスニッツ Bad Klosterlausnitz               | --                                          | テューリンゲン州           |
| 24                         | ジャンクション                               | ヘルムスドルフ交差点 Hermsdorfer Kreuz                             | アウトバーン 4                              | テューリンゲン州           |
| 25a                        | インターチェンジ                             | ヘルムスドルフ＝南 Hermsdorf-Süd                                   | --                                          | テューリンゲン州           |
| 25b                        | インターチェンジ                             | レーダーホーゼ Lederhose                                           | 連邦道路175号線                             | テューリンゲン州           |
| 26                         | アウトバーン規格の連邦道路とのジャンクション | トリップティス Triptis                                             | 連邦道路281号線                             | テューリンゲン州           |
| 27                         | インターチェンジ                             | ディッタースドルフ Dittersdorf                                     | --                                          | テューリンゲン州           |
| 28                         | インターチェンジ                             | シュライツ Schleiz                                                 | 連邦道路282号線                             | テューリンゲン州           |
| 29                         | インターチェンジ                             | バート・ローベンシュタイン Bad Lobenstein                          | 連邦道路90号線                              | テューリンゲン州           |
| 30                         | インターチェンジ                             | ルードルフシュタイン Rudolphstein                                  | --                                          | バイエルン州               |
| 31                         | インターチェンジ                             | ベルク/バート・シュテーベン Berg/Bad Steben                        | --                                          | バイエルン州               |
| 32                         | インターチェンジ                             | ナイラ/ゼルビッツ Naila/Selbitz                                    | 連邦道路173号線                             | バイエルン州               |
| 33                         | ジャンクション                               | バイリッシェス・フォークトラント分岐点 Dreieck Bayerische Vogtland | アウトバーン 72                             | バイエルン州               |
| 34                         | インターチェンジ                             | ホーフ＝西 Hof-West                                                | 連邦道路15号線                              | バイエルン州               |
| 35                         | インターチェンジ                             | ミュンヒベルク＝北 Münchberg-Nord                                  | --                                          | バイエルン州               |
| 36                         | インターチェンジ                             | ミュンヒベルク＝南 Münchberg-Süd                                   | --                                          | バイエルン州               |
| 37                         | インターチェンジ                             | ゲフレース Gefrees                                                 | --                                          | バイエルン州               |
| 38                         | インターチェンジ                             | マルクトショルガスト Marktschorgast                                | --                                          | バイエルン州               |
| 39                         | インターチェンジ                             | バート・ベルネック/ヒンメルクローン Bad Berneck / Himmelkron       | 連邦道路303号線                             | バイエルン州               |
| 40a                        | ジャンクション                               | バイロイト/クルンバッハ分岐点 Dreieck Bayreuth/Kulmbach            | アウトバーン 70                             | バイエルン州               |
| 40b                        | インターチェンジ                             | ビントラッハー・ベルク Bindlacher Berg                             | --                                          | バイエルン州               |
| 41                         | インターチェンジ                             | バイロイト＝北 Bayreuth-Nord                                       | 連邦道路2号線                               | バイエルン州               |
| 42                         | インターチェンジ                             | バイロイト＝南 Bayreuth-Süd                                        | 連邦道路2号線 連邦道路22号線 連邦道路85号線 | バイエルン州               |
| 43                         | インターチェンジ                             | トロッカウ Trockau                                                 | --                                          | バイエルン州               |
| 44                         | インターチェンジ                             | ペークニッツ Pegnitz                                               | 連邦道路85号線 連邦道路470号線              | バイエルン州               |
| 45                         | インターチェンジ                             | ヴァイデンゼー Weidensee                                           | --                                          | バイエルン州               |
| 46                         | インターチェンジ                             | プレヒ Plech                                                       | --                                          | バイエルン州               |
| 47                         | インターチェンジ                             | ホルマースドルフ Hormersdorf                                       | --                                          | バイエルン州               |
| 48                         | インターチェンジ                             | シュナイタッハ Schnaittach                                         | --                                          | バイエルン州               |
| 49                         | インターチェンジ                             | ラウフ/ヘルスブルック Lauf / Hersbruck                             | 連邦道路14号線                              | バイエルン州               |
| 50                         | インターチェンジ                             | ラウフ・アン・デア・ペークニッツ Lauf a.d. Pegnitz                 | 連邦道路14号線                              | バイエルン州               |
| 51                         | ジャンクション                               | ニュルンベルク交差点 Kreuz Nürnberg                                | アウトバーン 3                              | バイエルン州               |
| 52                         | インターチェンジ                             | ニュルンベルク＝フィッシュバッハ Nürnberg-Fischbach                | 連邦道路4号線                               | バイエルン州               |
| 53                         | ジャンクション                               | ニュルンベルク＝東交差点 Kreuz Nürnberg-Ost                        | アウトバーン 6                              | バイエルン州               |
| 54                         | ジャンクション                               | ニュルンベルク/フォイヒト分岐点 Dreieck Nürnberg/Feucht            | アウトバーン 73                             | バイエルン州               |
| 55                         | インターチェンジ                             | アラースベルク Allersberg                                          | --                                          | バイエルン州               |
| 56                         | インターチェンジ                             | ヒルポルトシュタイン Hilpoltstein                                  | --                                          | バイエルン州               |
| 57                         | インターチェンジ                             | グレーディング Gerding                                             | --                                          | バイエルン州               |
| 58                         | インターチェンジ                             | アルトミュールタール Altmühltal                                    | --                                          | バイエルン州               |
| 59                         | インターチェンジ                             | デンケンドルフ Denkendorf                                          | --                                          | バイエルン州               |
| 60                         | インターチェンジ                             | レンティング Lenting                                               | --                                          | バイエルン州               |
| 61                         | アウトバーン規格の連邦道路とのジャンクション | インゴルシュタット＝北 Ingolstadt-Nord                             | --                                          | バイエルン州               |
| 62                         | インターチェンジ                             | インゴルシュタット＝南 Ingolstadt-Süd                              | --                                          | バイエルン州               |
| 63                         | インターチェンジ                             | マンヒング Manching                                                | 連邦道路16号線                              | バイエルン州               |
| 64                         | インターチェンジ                             | ランゲンブルック Langenbruck                                       | 連邦道路300号線                             | バイエルン州               |
| 65                         | ジャンクション                               | ホレダウ分岐点 Dreieck Holledau                                    | アウトバーン 93                             | バイエルン州               |
| 66                         | インターチェンジ                             | プファッフェンホーフェン Pfaffenhofen                              | --                                          | バイエルン州               |
| 67                         | インターチェンジ                             | アラースハウゼン Allershausen                                      | --                                          | バイエルン州               |
| 68                         | ジャンクション                               | ノイファーン交差点 Kreuz Neufahrn                                  | アウトバーン 92                             | バイエルン州               |
| 69                         | インターチェンジ                             | エヒング Eching                                                    | --                                          | バイエルン州               |
| 70                         | インターチェンジ                             | ガーヒング＝北 Garching-Nord                                       | 連邦道路11号線                              | バイエルン州               |
| 71                         | インターチェンジ                             | ガーヒング＝南 Garching-Süd                                        | 連邦道路11号線 連邦道路471号線              | バイエルン州               |
| 72                         | ジャンクション                               | ミュンヘン＝北交差点 Kreuz München-Nord                            | アウトバーン 99                             | バイエルン州               |
| 73                         | インターチェンジ                             | ミュンヘン＝フレットマーニング＝南 München-Fröttmaning-Süd         | --                                          | バイエルン州               |
| 74                         | インターチェンジ                             | ミュンヘン＝フライマン München-Freimann                            | --                                          | バイエルン州               |
| 75                         | インターチェンジ                             | ミュンヘン＝フランクフルター・リング München-Frankfurter Ring      | --                                          | バイエルン州               |
| 76                         | アウトバーン規格の連邦道路とのジャンクション | ミュンヘン＝シュヴァービング München-Schwabing                     | 連邦道路2 R号線                             | バイエルン州               |